# ユルゲン・ヒングゼン
ユルゲン・ヒングゼン（Jürgen Hingsen, 1958年1月25日 - ）は、1980年代に活躍した西ドイツ・デュースブルク出身の陸上競技選手である。1984年ロサンゼルスオリンピックの十種競技では、金メダルを獲得したイギリスのデイリー・トンプソンについで銀メダルを獲得した。
ヒングセンは、1984年に自己ベストである8832点を記録している。これは当時の世界新記録であり現在でもドイツ記録である。